# Lascelles Abercrombie
Lascelles Abercrombie, född 9 januari 1881 och död 27 oktober 1938, var en engelsk skald och estetiker.

## Biografi
Abercrombie var först lektor vid Liverpools universitet och utnämndes 1922 till professor i Leeds. Som poet var Abercrombie utpräglad intellektualist med starkt sinne för formen i traditionell stil. Hans djupa anknytning till klassisk engelsk diktning bestämde hans omfattande kritiska produktion, som hade till huvudämne poesins väsen.
Från 1908, då han utgav sin första diktsamling (Interludes and poems), har Abercrombie utgett en rad av ömsevis poetiska och teoretiska arbeten. Poesin märks dramat Deborah (1912), Four Short Plays (1922), Phoenix (1923). Bland hans teoretiska arbeten märks en studie över Thomas Hardy och The Epic (1914), en behandling av engelsk verslära (1924) samt, The Idea of Great Poetry (1925) och Romaticism (1926), Progress in Literature (1929) och Poetry, its Music and Meaning (1932).